# The Animals
Gli Animals sono stati un gruppo musicale rock  britannico formatosi  nel 1962 a Newcastle.

## Storia

### The Animals (1962-1966)
Formatosi a Newcastle-upon-Tyne verso la fine del 1962 dal nascente sodalizio di Eric Burdon con gli Alan Price Rhythm and Blues Combo, il gruppo iniziò ad esibirsi nei locali del circondario; a seguito del discreto successo ottenuto e grazie ai buoni uffici di Giorgio Gomelsky, manager degli Yardbirds, nel 1964 la formazione si trasferì a Londra, giusto in tempo per essere inserita nel novero della nascente corrente di gruppi passata alla storia come British invasion. Dopo le prime esibizioni, che vedevano in repertorio diversi brani  R&B e blues classico nonché di artisti come Jimmy Reed e John Lee Hooker, il gruppo riuscì a pubblicare il suo primo singolo, una versione rock di Baby, Let Me Follow You Down reintitolata per l'occasione Baby Let Me Take You Home.
Nel giugno del 1964 gli Animals pubblicano la loro prima hit, intitolata House of the Rising Sun e caratterizzata da arrangiamenti in cui spicca l'organo Vox Continental suonato da Alan Price. Il brano, un pezzo folk tradizionale (la prima versione registrata esistente è quella di Alger "Texas" Alexander e risale al 1928), è stato oggetto di numerose controversie per quanto riguarda il suo riarrangiamento nella versione odierna: ciò è dovuto al fatto che in quello stesso periodo diversi artisti come Bob Dylan ed il chitarrista blues Josh White avevano nel proprio repertorio questo pezzo.
Durante i loro primi anni, sotto la direzione del produttore Mickie Most, The Animals ricorsero di frequente alla pubblicazione su 45 giri di cover di canzoni pop, come Bring It On Home to Me di Sam Cooke e Don't Let Me Be Misunderstood di Nina Simone. Discorso differente invece per gli LP, caratterizzati da sonorità molto più vicine al blues ed al R&B: esempi ne sono brani come Boom Boom di John Lee Hooker e I Believe to My Soul di Ray Charles. Fu proprio in quel periodo che si definì il sound caratteristico del gruppo incentrato sulla voce potente e profonda di Burdon e su un uso della tastiera più esteso rispetto a quello delle chitarre.
Dal maggio del 1965 il gruppo iniziò a disgregarsi: Price abbandonò a causa di motivi musicali, vista la sua intenzione di dedicarsi alla carriera solista, nonché personali (si dice che avesse paura degli aerei). Alan Price fu sostituito da Dave Rowberry prima della registrazione dei brani We've Got to Get Out of This Place and It's My Life. Nel febbraio del 1966 Steel abbandonò il gruppo e venne sostituito da Barry Jenkins; in quello stesso periodo vide la luce l'ultima hit del gruppo, una cover della canzone Don't Bring Me Down di Goffin-King. Il colpo di grazia giunse solo alcuni mesi dopo, quando la band decise di sciogliersi a causa di problemi finanziari dovuti alla cattiva gestione del manager Mike Jeffery.

### Eric Burdon and the New Animals (1966-1969)

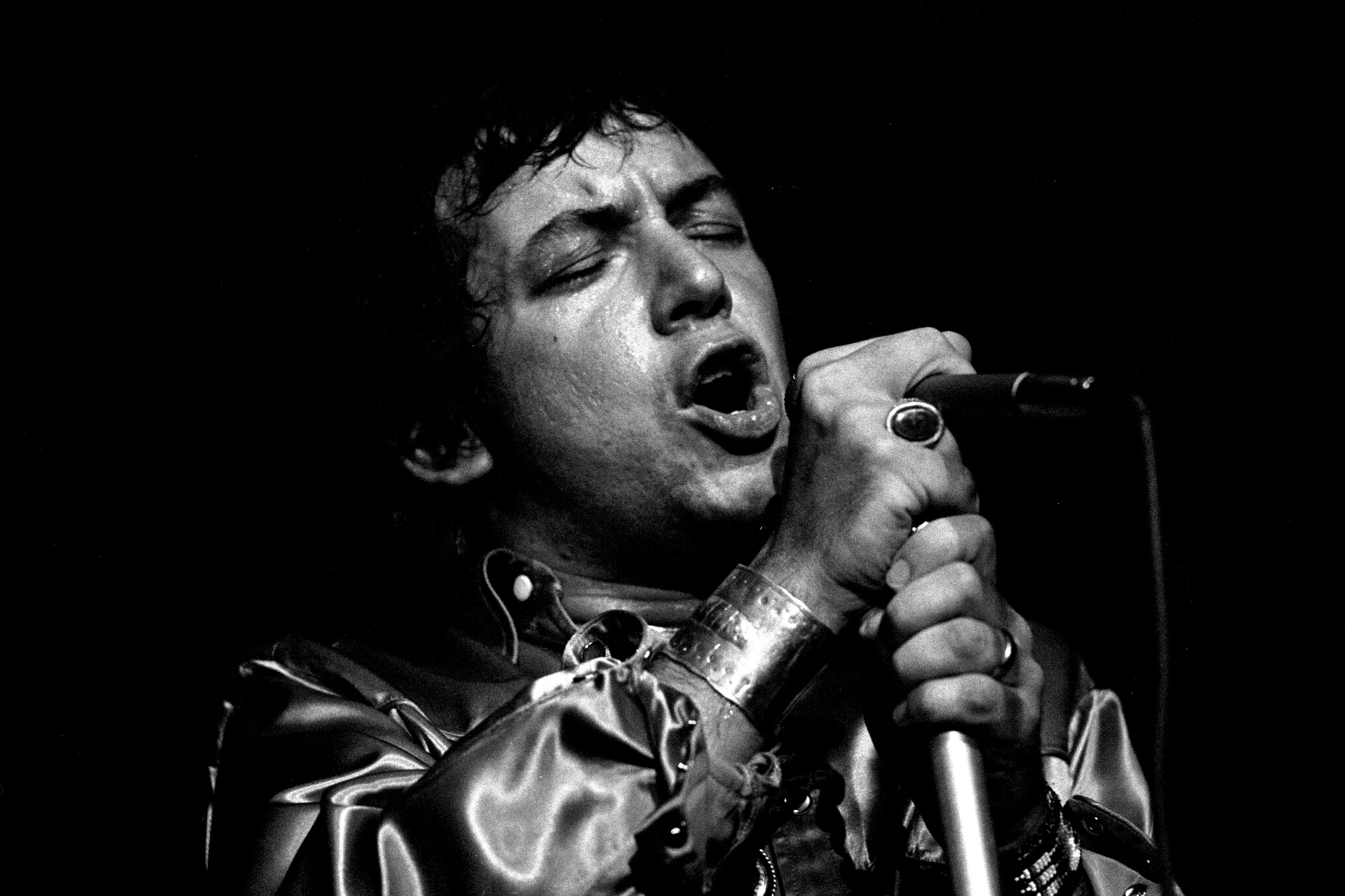
Eric Burdon nel 1973

Nell'ottobre del 1966 Eric Burdon rifondò assieme a Jenkins il gruppo, sotto il nome di Eric Burdon and the New Animals. Fecero parte della nuova formazione John Weider (chitarra, violino, basso), Vic Briggs (chitarra, pianoforte) e Danny McCulloch (basso). Il genere musicale del gruppo (che diverrà esponente della Love Generation) virò dal blues alla psichedelia. Tra le hit del gruppo vi furono San Franciscan Nights, Monterey (un omaggio al Monterey Pop Festival del 1967), e la canzone pacifista Sky Pilot. In seguito si verificarono ulteriori variazioni nella formazione: nell'aprile del 1968 il tastierista Zoot Money (George Bruno) sostituì Briggs, mentre tre mesi dopo Andy Summers, futuro chitarrista dei Police, prese il posto di McCulloch.
Nel 1969 The Animals si sciolsero definitivamente ed Eric Burdon si unì al gruppo californiano dei War.

### Reunion nel 1977 e nel 1983
La formazione originale del gruppo si riunì brevemente nel 1977 per registrare Before We Were So Rudely Interrupted e nel 1983 per un ulteriore LP intitolato The Ark. L'uscita del disco venne seguita da un tour che vide impegnati diversi musicisti di supporto, tra cui anche Zoot Money.

### Anni novanta e 2000
Per alcuni anni Eric Burdon ha inciso dischi da solista col supporto della Eric Burdon Band, da lui stesso fondata, e nel 1990 la canzone No Man's Land con Anne Haigis e Tony Carey (nell'ambito del progetto "Tony Carey and Friends"). Solo dal 2000 Burdon ha intrapreso nuovamente un tour assieme ad alcuni musicisti, sotto il nome di "Eric Burdon and the Animals".
Chandler morì nel 1996. Durante gli anni novanta e 2000 Valentine, Steel, e Rowberry (morto poi nel 2003) si sono ritrovati per una serie di tour sotto le insegne di "(Hilton Valentine's) The Animals"; lo stesso hanno fatto Valentine e Steel con il nome di "Animals II".
The Animals sono stati inseriti nella Rock and Roll Hall of Fame nel 1994.

## Stile musicale
Interpreti principali del rhythm and blues dell'Inghilterra settentrionale e protagonisti della scena del British blues, The Animals vengono considerati i precursori del blues dei neri filtrato attraverso la sensibilità di musicisti bianchi, e sono ritenuti fra i nomi di punta della prima ondata del fenomeno che è indicato con il termine di British invasion. I loro esordi furono contraddistinti dall’esecuzione di pezzi skiffle, jazz, soul, e rhythm and blues; nel singolo di debutto, Baby Let Me Take You Home, è presente un mix di rhythm & blues, beat e folk, e nel successo The House of the Rising Sun il rock venne adattato al folk anziché al blues come invece nel loro stile abituale.
La carriera del gruppo fu caratterizzata da molti brani tratti dal repertorio blues e rhythm and blues di origine statunitense, mescolati con un rock and roll dalle forti venature blues per andare incontro alla ricettività di un pubblico del Regno Unito giovanile e delle fasce popolari e operaie, attingendo alla produzione di artisti neri di oltreoceano – da John Lee Hooker a Ray Charles, passando per Fats Domino – e coprendo tre generazioni di musicisti afro-statunitensi. In seguito, con un primo scioglimento e con la formazione dei New Animals, pur non abbandonando il genere blues che la aveva contraddistinta nel passato, la musica deviò dall’originale rhythm and blues verso forme di psichedelia.

## Formazione
The Animals (1962 - 1966, 1977, 1983)
- Eric Burdon (voce)
- Alan Price (organo) fino al 1965, poi 1977 e 1983
- Chas Chandler (basso)
- John Steel (batteria)
- Hilton Valentine (chitarra elettrica)
- Dave Rowberry (organo e pianoforte) (1965-1966)
- Barry Jenkins (batteria) (1966)

Eric Burdon and the New Animals (1966 - 1969)
- Eric Burdon (voce)
- Barry Jenkins (batteria)
- John Weider (chitarra, violino, basso) (1966-1968)
- Vic Briggs (chitarra, pianoforte) (1966-1968)
- Danny McCulloch (basso) (1966-1968)
- Zoot Money (tastiera) (1968-1969)
- Andy Summers (chitarra elettrica) (1968-1969)

## Discografia

### Album

#### Album in studio
La discografia britannica differisce da quella statunitense e alcuni album, anche se avevano lo stesso titolo, avevano comunque contenuti diversi.

##### Regno Unito
- 1964 - The Animals
- 1965 - Animal Tracks
- 1966 - Animalisms
- 1967 - Winds of Change (come Eric Burdon and the Animals)
- 1968 - The Twain Shall Meet
- 1968 - Love Is
- 1977 - Before We Were So Rudely Interrupted
- 1983 - Ark
- 2003 - Interesting Life

##### USA
- 1964 - The Animals (USA)
- 1965 - The Animals on Tour
- 1965 - Animal Tracks
- 1966 - Animalization
- 1966 - Animalism
- 1967 - Eric Is Here (come Eric Burdon and the New Animals)
- 1967 - Winds of Change (come Eric Burdon and the Animals)
- 1968 - The Twain Shall Meet
- 1968 - Every One of Us

#### Album dal vivo
- 1965 - In the Beginning
- 1984 - Rip It to Shreds

#### Raccolte
- 1997 - The Best of The Animals
- 2000 - The Best of The Animals
- 2003 - Complete French EP 1964/1967
- 2004 - Retrospective

### Singoli

#### Discografia UK
Come The Animals
- 1964 - Baby Let Me Take You Home/Gonna Send You Back to Walker (Columbia - DB 7247)
- 1964 - The House of the Rising Sun/Talkin' 'bout You (Columbia - DB 7301)
- 1964 - I'm Crying/Take It Easy Baby (Columbia - DB 7354)
- 1965 - Don't Let Me Be Misunderstood/Club A-GoGo (Columbia - DB 7445)
- 1965 - Bring It on Home to Me/For Miss Caulker (Columbia - DB 7539)
- 1965 - We've Got to Get Out of This Place/I Can't Believe It (Columbia - DB 7639)
- 1965 - It's My Life/I'm Going to Change the World (Columbia - DB 7741)
- 1966 - Inside - Looking Out/Outcast (Decca Records - F 12332)
- 1966 - Don't Bring Me Down/Cheating (Decca Records - F 12407)
- 1983 - The Night/No John No (I.R.S. Records - PFP 1019)
- 1983 - Love Is for All Time/Just Can't Get Enough (I.R.S. Records - PFP 1030)

Come Eric Burdon and the New Animals
- 1966 - Help Me Girl/See See Rider (See What You've Done) (Decca Records - 12502)
- 1967 - When I Was Young/A Girl Named Sandoz (MGM - 1340)
- 1967 - Good Times/Ain't That So (MGM - 1344)
- 1967 - San Franciscan Nights/Gratefully Dead  (MGM - 1359)
- 1968 - Sky Pilot (MGM - 1373)
- 1968 - Monterey/Anything (MGM - 1412)
- 1969 - Ring of Fire/I'm an Animal (MGM - 1461)
- 1969 - River Deep, Mountain High/Help Me Girl  (MGM - 1481)
- 1971 - Good Times/San Franciscan Nights (MGM - 2006 028)

Come The Original Animals
- 1977 - Please Send Me Someone to Love/Riverside County (Barn - 2014 109)
- 1977 - Many Rivers to Cross/Brother Bill (Barn - 2014 115)

#### Discografia USA
Come The Animals
- 1964 - Baby Let Me Take You Home/Gonna Send You Back to Walker (MGM - K 13242)
- 1964 - The House of the Rising Sun/Talkin' 'bout You (MGM - K 13264)
- 1964 - I'm Crying/Take It Easy Baby (MGM - K 13274)
- 1964 - Boom Boom/Blue Feeling (MGM - K 13298)
- 1965 - Don't Let Me Be Misunderstood/Club A-GoGo (MGM - K 13311)
- 1965 - Bring It on Home to Me/For Miss Caulker (MGM - K 13339)
- 1965 - We've Got to Get Out of This Place/I Can't Believe It (MGM - K 13382)
- 1965 - It's My Life/I'm Going to Change the World (MGM - K 13414)7741
- 1966 - Inside Looking Out/You're on My Mind (MGM - K 13468)
- 1966 - Don't Bring Me Down/Cheating (MGM - K 13514)
- 1983 - The Night/No John No (I.R.S. Records - IR-9920)
- 1983 - Love Is for All Time/It's Too Late (I.R.S. Records - IR-9923)

Come Eric Burdon and the New Animals
- 1966 - See Rider/She'll Return It (MGM - K 13582)
- 1966 - Help Me Girl/That Ain't Where It's at (MGM - K 13636)
- 1967 - When I Was Young/A Girl Named Sandoz (MGM - K 13721)
- 1967 - San Franciscan Nights/Good Times (MGM - K 13769)
- 1967 - Monterey/Ain't That So (MGM - K 13868)
- 1968 - Anything/It's All Meat (MGM - K 13917)
- 1968 - Sky Pilot (MGM - K 13939)
- 1968 - White Houses/River Deep, Mountain High (MGM - K 14013)

Come The Original Animals
- 1977 - Fire on the Sun/Riverside County (Jet - JT-XW1070)

### EP
- 1964 - The Animals Is Here
- 1965 - The Animals
- 1965 - The Animals Are Back